# White Men Can't Jump
White Men Can't Jump is een Amerikaanse film uit 1992 met Woody Harrelson en Wesley Snipes in de hoofdrollen. De film werd geregisseerd door Ron Shelton en werd uitgebracht door 20th Century Fox op 27 maart 1992.

## Verhaal
Billy Hoyle (Woody Harrelson) is een blanke jongen, die goed is in basketbal. Veel zwarte Amerikanen denken dat blanken niet kunnen basketballen en daar speelt Billy handig op in. Sidney Deane (Wesley Snipes) komt er al snel achter dat Billy wel kan basketballen en bedenkt een plan om geld te verdienen. Samen met Billy gaat hij basketbalveldjes af en daagt hij spelers uit om tegen hem te spelen. Billy gaat zitten kijken en Sidney zegt dat zijn tegenstanders een partner voor hem mogen kiezen. Aangezien alle zwarte tegenstanders denken dat blanken niet zo goed zijn als zij zelf en Billy de enige blanke in de buurt is, kiezen ze allemaal hem. Op die manier verdienen Billy en Sydney een hoop geld. Billy kan dit geld goed gebruiken, omdat hij een hoop schulden heeft, die hij nog moet afbetalen.
Na een aantal gewonnen wedstrijden, speelt het duo een partij om hun grootste inzet tot dat moment. Sydney speelt slecht en ze verliezen de wedstrijd. Billy komt erachter dat zijn maat met opzet slecht speelde, omdat hij afspraken had gemaakt met de tegenstander. Billy is woedend, want hij is al zijn geld kwijt. Zijn vriendin Gloria (Rosie Perez) bedenkt, samen met de vriendin van Sydney, een plan. Sydney geeft een deel van het verloren geld terug aan Billy en om zijn schulden te kunnen betalen, doen de twee samen mee aan een basketbaltoernooi. Ze winnen het toernooi, maar onderweg naar huis daagt Billy Sidney uit om zijn deel van het geld in te zetten. Sydney beweert dat blanken niet kunnen dunken, maar Billy denkt dat hij het wel kan. Hij krijgt drie kansen, mist drie keer en is opnieuw al zijn geld kwijt. Gloria is woedend en vertrekt, zodra ze het hoort.
Ondertussen geven de schuldeisers Billy nog een week om zijn schuld af te betalen. Hij is wanhopig en vraagt Sydney om hulp. Een vriend van Sydney kan helpen, door Gloria binnen te smokkelen bij een quiz, waar ze al maanden voor aan het studeren is. Gloria wint de quiz en neemt zo'n 14.000 dollar mee naar huis. Billy gaat naar haar toe en zingt een lied voor haar, waardoor ze hem weer terug wil. 
Niet lang daarna wordt er ingebroken bij Sydney, zijn hele huis wordt leeggehaald. Hij vraagt Billy om hulp, die weigert eerst omdat het nu net goed gaat tussen hem en Gloria, maar Sydney vindt dat hij hem nog wat schuldig is. Ze vertellen Gloria wat ze van plan zijn: nog één wedstrijd spelen, tegen The King en Duck Johnson, twee plaatselijke helden. Het inschrijfgeld is $ 2.500 dollar, waarvoor Billy een deel van het geld van Gloria wil gebruiken. Gloria geeft ze het geld, maar zegt "vaarwel" tegen Billy, teleurgesteld dat hij nog steeds zijn lesje niet geleerd heeft. De wedstrijd wordt gespeeld en gewonnen met 15-13. Het laatste punt wordt gemaakt door een dunk van Billy. Hij verdubbelt dus het geld, maar zodra hij thuis komt, komt hij erachter dat Gloria echt weg is. Hij kan uiteindelijk, net op tijd, zijn schulden afbetalen, maar Gloria komt niet meer terug. 

## Rolverdeling
| Acteur             | Personage                  |
| ------------------ | -------------------------- |
| Woody Harrelson    | Billy Hoyle                |
| Wesley Snipes      | Sidney Deane               |
| Rosie Perez        | Gloria Clemente            |
| Tyra Ferrell       | Rhonda Deane               |
| Cylk Cozart        | Robert                     |
| Kadeem Hardison    | Junior                     |
| Ernest Harden, Jr. | George                     |
| Nigel Miguel       | Dwight "The Flight" McGhee |
| Duane Martin       | Willie Lewis               |
| Freeman Williams   | Duck Johnson               |
| Louis Price        | Eddie "The King" Faroo     |
| Marques Johnson    | Raymond                    |
| Eloy Casados       | Tony Stucci                |
| Bill Henderson     | strandjongen               |
| Sonny Craver       | strandjongen               |
| Jon Hendricks      | strandjongen               |
| Alex Trebek        | zichzelf                   |
| Allan Malamud      | wetenschapper              |

## Trivia
- Harrelson en Snipes kregen basketbaltraining van Bob Lanier, die in de NBA speelde voor de Detroit Pistons en de Milwaukee Bucks. Hij was onder de indruk van de twee en zei dat ze, na hard te hebben getraind voor deze film, mee konden in de derde divisie.
- Duck Johnson werd gespeeld door Freeman Williams, die in de jaren zeventig en tachtig speelde voor de Los Angeles Clippers, de Atlanta Hawks, Utah Jazz en de Washington Bullets.
- Gary Payton, die speelde als een onbekende straatbasketballer, speelde later jarenlang in de NBA.
- Er is een videogame gebaseerd op deze film.